# Broederscholen Hiëronymus
Broederscholen Hiëronymus is het schoolbestuur van de broeders Hiëronymieten dat verschillende scholen in Sint-Niklaas, Stekene en Lokeren beheert. 
Broederscholen in Sint-Niklaas:
- Handelsschool (tso en bso);
- Humaniora (aso);
- Biotechnische en Sport (tso en bso);
- Lagere en kleuterschool Nieuwstraat;
- Lagere en kleuterschool Driegaaien.

Verder is er een Broederschool in Stekene met aso, tso, bso en een Broederschool in Lokeren voor buitengewoon secundair onderwijs (voorheen 'Emiliani').
De scholen vierden in 2007 het 150-jarige bestaan van de organisatie.

## Congregatie
De kloostergemeenschap van de broeders Hiëronymieten werd in 1839 gesticht in Sint-Niklaas om voor een weeshuis te zorgen. Daarna openden de broeders meer voorzieningen voor opvoeding en verzorging. Het klooster en de schoolkerk bevinden zich tussen de schoolgebouwen in Sint-Niklaas. De broeders beheren ook psychiatrische ziekenhuizen in onder meer Sint-Niklaas (Dalstraat), Gent (Fratersplein) en Sleidinge en de Hoge Kouter, een sport- en educatief domein in het zuidwesten van Sint-Niklaas.

## Patrimonium
De broeders hebben een rijk onroerend erfgoed, met verschillende gebouwen in zuivere art-decostijl, ontworpen o.a. door August Waterschoot , waaraan onder anderen Robert Van de Velde meewerkte.